# Porsche 718
Porsche 718 - гоночний автомобіль, розроблений конструкторським бюро Porsche в рамках проекту-718 (двомісний відкритий гоночний автомобіль із центрально розташованим 4-циліндровим двигуном для кільцевих гонок на витривалість), на заміну моделі Porsche 550. Випускався з 1957 по 1962 рік.

## Історія
Перші випробування показали, що машина має досить хороше зчеплення з дорожнім покриттям і досить високу потужність, максимальну швидкість 245 км/год, але амортизатори підвіски задніх коліс вимагали ремонту приводу. Незабаром були зроблені всі модернізації, і в 1958 році автомобіль RSK був повністю готовий до змагань. У Себрінгу під час першої своєї участі він посів 3 місце та 2 у Тарга Флоріо. У Ле Мані RSK домінували за класом 2,0 літри і в загальному заліку посіли 3 та 4 місце.
У 1959 році об'єм двигуна збільшився з 1,5 до 1,6 літра, завдяки чому потужність збільшилася до 148 к.с. Цього разу 718 RSK їхав до Тарги Флоріо перед трьома іншими Порше - 550 RS і двома 356А Каррера. Цього ж року у Себрінгу п'ять машин RSK були у першій десятці. Повторення цих успіхів у 1960 році в Буенос-Айресі, після цього задню підвіску коліс забезпечили подвійними важелями поперечного перерізу та ресорами.
В даний час автомобіль 718 RS 60 задає тон на міжнародних перегонах. Перероблений колишній автомобіль класу Формула-2 з кузовом купе відрізнявся трохи більшою відстанню між колесами та ширшими шинами та колесами. 4-циліндровий двигун об'ємом 1587 см3, розташований на трубчастій рамі каркасної конструкції, мав 4 розподільних валу, що лежать зверху, і потужність 160 к.с. Завдяки своїй малій вазі 550 кг він розвивав швидкість до 225 км/год. Всупереч змінам регламенту FIA RS 60 під час свого першого виступу справив враження та здобув подвійну перемогу над конкурентами у Себрінгу у 1960 році. Такий же автомобіль у 1960 році виграв Тарга Флоріо, два інших RS 60 зайняли 3 та 5 місця. На цій переможній машині Єхен Маас брав участь у Тарга Тасманія через 36 років, тобто у 1996 році, який був переможцем у Ле Мані у 1989 році.

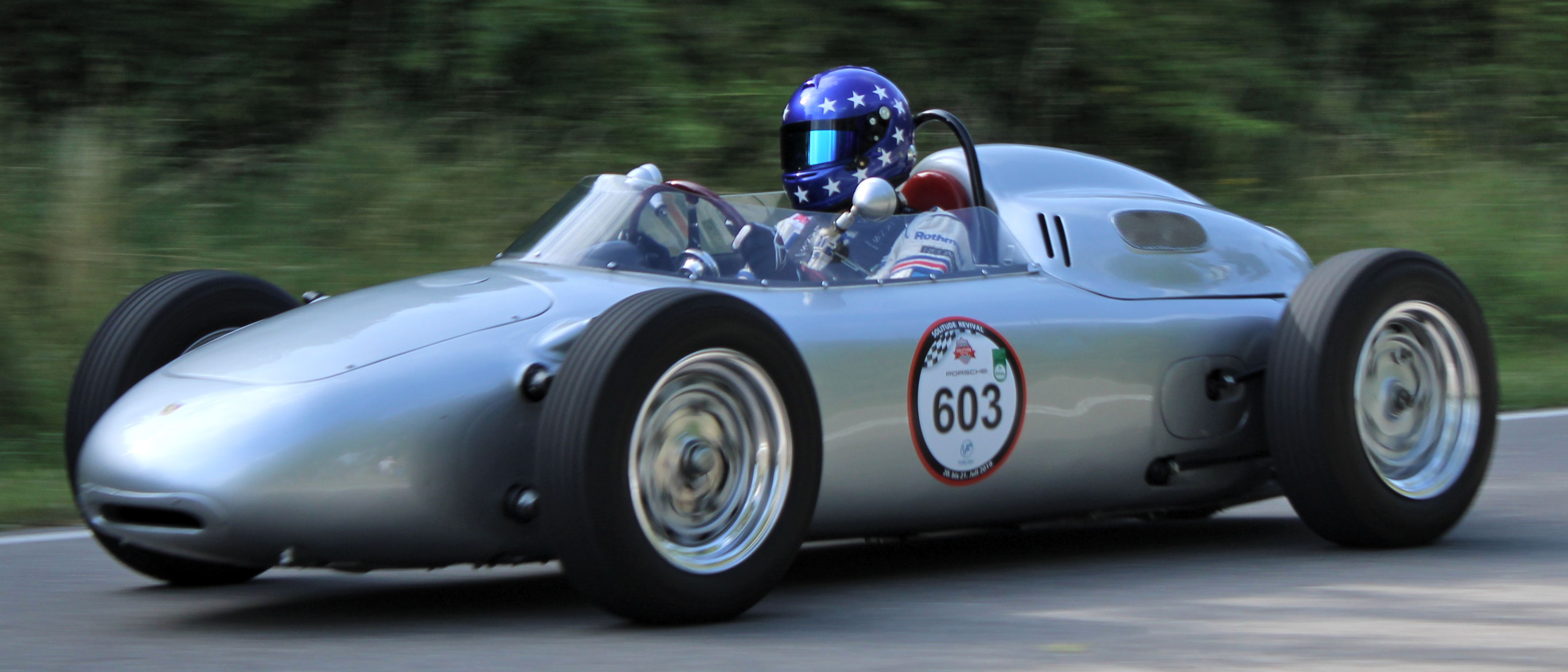
Porsche 718 Формула 2 (1960)

Ле Ман не приніс RS 60 великих успіхів, але серед більшості інших гонщиків сезону 1960 він займав перші місця. Коли німецькими Землями було вирішено вручати Великий Приз цього року на Формулі-2 замість Формули-1, машини RS 60 зайняли 3 з перших чотирьох місць, керовані Гремом Хіллом, Йо Боннієр та Вольфгангом фон Тріпсом. Четвертим гонщиком був Джек Бребем. Модель наступного року RS 61 трохи відрізнялася від колишньої. Незважаючи на зайняті нею 2 та 3 місця на Тарга Флоріо, протягом усього сезону машини Феррарі бачили її лише у дзеркало заднього виду.

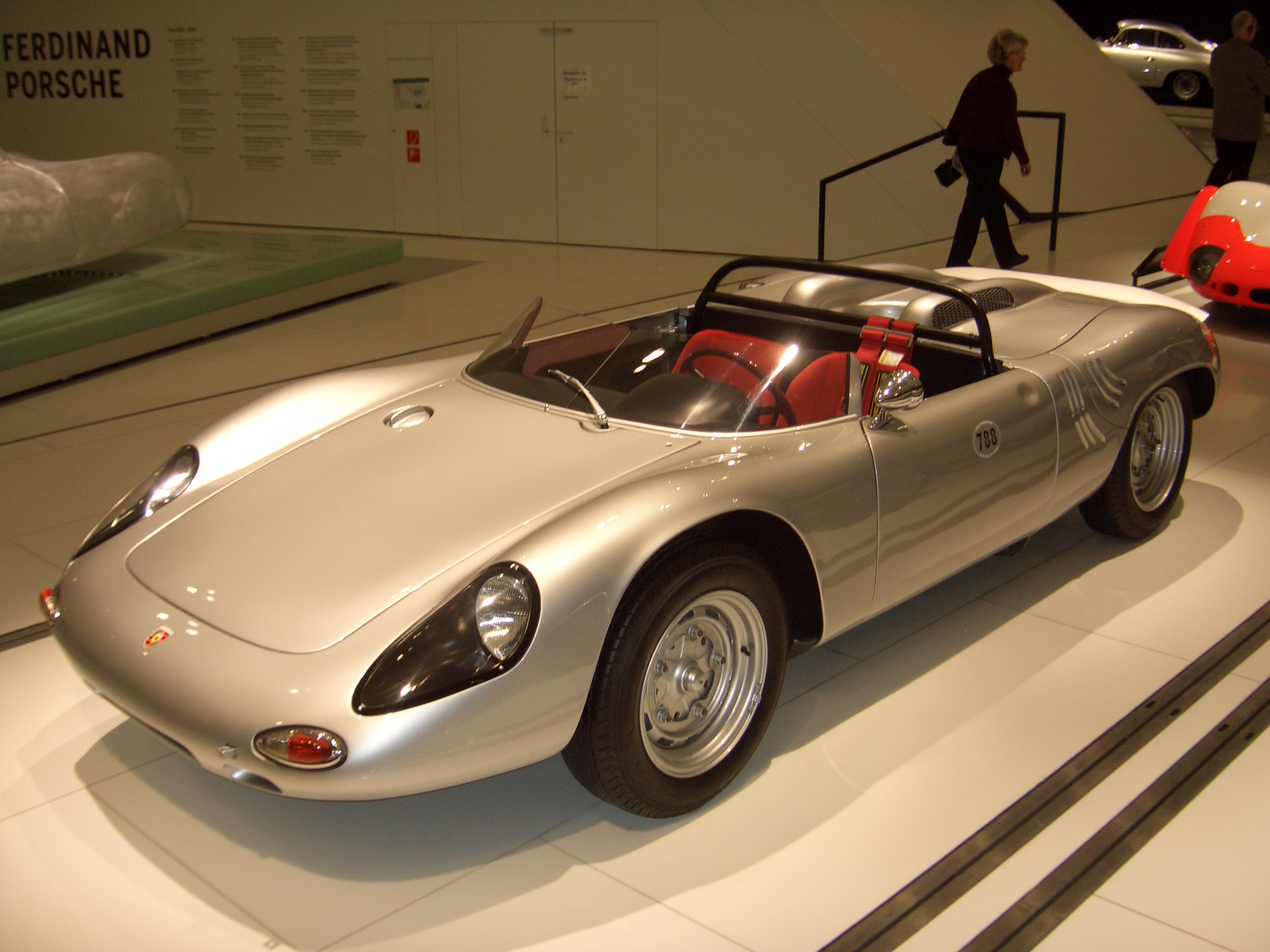
Porsche 718 W-RS Spyder 1961

Іншим варіантом Spyder 718 був автомобіль WRS, який випустили в 1961 році  з 4-циліндровим мотором. Через рік він отримав 8-циліндровий двигун із оппозитним розташуванням об'ємом 2,0 літра. У той час як він у загальному заліку все ще поступався Феррарі, автомобіль здобув важливі перемоги не тільки на таких великих дорожніх перегонах, як у Ле Мані, а й на перегонах в гірській місцевості, де Едгар Барт отримав на ньому звання майстра 1963 і 1964 років.
Наприкінці 1962 року багаторазово перероблені спортивні машини власне більше годилися для гонок. Останній автомобіль цієї серії 718 GTR з 8-циліндровим мотором об'ємом 2,0 літра в 1963 році приніс останню історичну перемогу на Тарга Флоріо: минули часи моделі 718 у Формулі-1.
До всього пристосований маленький 718 був чимось більшим, ніж гоночним спортивним автомобілем. Спеціально для гонок гірською місцевістю було створено Гірський Спайдер. З кінця 50-х до середини 60-х років він завойовував перемогу за перемогою. Перегони гірською місцевістю були рідкісними в Німеччині, тому вони не стали домінантою для Порше. У найкращі часи цих гонок найуспішнішими гонщиками були майже виключно призери Гран-Прі. У 1958 році двоє з них - Вольфганг фон Тріпс і Жан Бера (обидва на Порші 718) - у напруженій боротьбі за приз IMSA брали участь у перегонах по гірській місцевості. У 1960 році на таких же змаганнях машини 718 посіли перші п'ять місць. Це був значний успіх для виробника автомобілів, який лише 10 років тому представив свою першу модель. Всі 60-ті роки навряд чи були гальмом для Porsche.
Машини 718 були учасниками численних змагань, завдяки яким Порше зміцнював славу успішного інноваційного підприємства та привертав увагу любителів перегонів та потенційних покупців до німецької марки спортивних машин. Від Ле Мана до Себрінга машини 718 володіли гоночно-спортивним світом до середини 60-х років.
За кермом таких легендарних автомобілів сиділи не менш легендарні гонщики, такі як Стірлінг Мосс, Жан Бера, Йо Боннієр, Вольфганг фон Тріпс і Ден Герні. Автомобілі з дуже легкою вагою вигравали гонки за гонками, борючись із 3-літровими Ferrari та Maserati. Сьогодні модель 718, випущена в кількості лише 33 екземплярів, належить не тільки до найкрасивіших, але й до рідкісних автомобілів Porsche. Сьогоднішній 986 Boxster вважається його гідним спадкоємцем.

## Двигуни
- 1,5 л Type 547 DOHC Н4 148/160 к.с.
- 1,6 л Type 547/3 DOHC Н4 150/160 к.с.
- 2,0 л Type 771 DOHC Н8 210/240 к.с.